# Râul Posmuș
Râul Posmuș este un curs de apă, afluent al râului Pintic. 

## Hărți
- Harta județului Bistrița